# 中津濱健
中津濱 健（なかつはま つよし、1950年1月19日 - ）は、日本の実業家。ローマイヤ社長を経て、スターゼン会長兼社長。

## 来歴
鹿児島県出身。1972年3月 駒澤大学文学部卒業。ゼンチク（現スターゼン）入社。2004年取締役、2010年ローマイヤ社長、2011年スターゼン専務を歴任。2012年、社長に就任。
2018年4月、会長兼社長。
2012年8月に株式交換によりローマイヤを完全子会社化、本社移転を実施。2013年4月に子会社のスターゼン東日本販売、スターゼン北日本販売、スターゼン西日本販売、スターゼン南日本販売の4社を合併し、スターゼン販売を設立。2014年3月に東京部分肉センター（現・スターゼン東京物流センター）を完全子会社化。2016年5月に三井物産と資本業務提携を結ぶ。